# 三里村 (三重県)
三里村（みさとむら）は三重県員弁郡にあった村。現在のいなべ市大安町の中部、三岐鉄道三岐線・三里駅の周辺にあたる。

## 地理
- 河川：員弁川、源太川

## 歴史
- 1889年（明治22年）4月1日 - 町村制の施行により、高柳村・平塚村・石榑下村の区域をもって発足。
- 1959年（昭和34年）4月20日 - 梅戸井町と合併して大安町が発足。同日三里村廃止。

## 交通

### 鉄道路線
- 三岐鉄道
  - 三岐線
    - 三里駅